# Natal (Brazílie)
Natal [naˈtaw]IPA je brazilské přístavní město, hlavní město státu Rio Grande do Norte. Město se rozkládá na ploše 170 km² a podle údajů z roku 2006 zde žije 789 896 lidí. Natal je domovem univerzity Universidade Federal do Rio Grande do Norte.

## Infrastruktura

### Mezinárodní letiště
Mezinárodní letiště Augusta Severa se nachází v Parnamirinu, 18 km od Natalu. Letiště se rozkládá na ploše 11 300 m² a obslouží 1,2 milionu pasažérů ročně. Jedná se o jediné letiště v regionu. Charterovými lety je spojeno se Skandinávií a Anglií.

### Dálnice
Natal je s ostatními významnými městy propojen dálnicí nesoucí označení BR-101.

### Přístav
Zdejší přístav je propojen především s přístavy ve Vigu, Rotterdamu a Sheernesu.